# Новоберёзовка (Ростовская область)
Новоберёзовка — посёлок в Мартыновском районе Ростовской области.
Входит в состав Мартыновского сельского поселения.

## История
В 1987 году указом Президиума Верховного Совета РСФСР Посёлку центральной усадьбы племсовхоза «Сальский» присвоено наименование Новоберёзовка.

## Население
| 2010 | 2013 |
| ---- | ---- |
| 675  | ↗721 |

## Улицы
| - пер. Мирный - ул. Молодёжная - ул. Новая - ул. Питерская - пер. Речной | - ул. Спортивная - ул. Степная - пер. Тихий - ул. Центральная - ул. Школьная |